# Медведев, Виктор Николаевич
Виктор Николаевич Медведев (20 апреля 1940 — 1 июня 1996) — советский футболист, защитник.
Начал карьеру в 1958 году в составе «Шахтёра» Шахты, выступавшего в первенстве класса «Б».
С 1960 по 1963 год защищал цвета СКА (Ростов-на-Дону) в классе «А».
В 1964 году перешёл в ташкентский «Пахтакор» и помог команде завоевать право на участие в высшей лиге.
Завершил игровую карьеру в 1966 году в составе кишинёвского «Авантула», выступавшего во второй по силе лиге.
Всего на уровне высшей лиги провёл 56 матчей.